# 江铃站
江铃站位于中华人民共和国江西省南昌市青云谱区迎宾北大道与江铃东一路交叉口南侧，是南昌地铁3号线的地铁车站，车站于2020年12月26日和3号线一同启用。

## 车站结构
车站为地下二层岛式车站:54。

### 设计
本站是3号线的特色站之一，车站以“集装箱”为设计元素，结合科技灯光对空间进行塑造，打造了一个精致、科技、未来的地铁空间。

### 楼层
| 1层  | 地面               | 出入口                       |  |  |
| -1层 | 站厅               | 自动售票机、客服中心         |  |  |
| -2层 |                    | █ 3号线 往银三角北（施尧）   |  |  |
|      | 岛式站台，左侧开门 |                              |  |  |
|      |                    | █ 3号线 往京东大道（京家山） |  |  |

### 出入口
| 编号                   | 指示           | 图片 | 建议前往的目的地                                 |
| ---------------------- | -------------- | ---- | ------------------------------------------------ |
| 出口 · 1L · 升降机标志 | 迎宾北大道东侧 |      | 江西机电技师学院、狮子口村                       |
| 出口 · 3L              | 迎宾北大道西侧 |      | 江铃新力臻园、江铃梨园二期、江西省皮肤病专科医院 |
| 出口 · 4L              | 迎宾北大道西侧 |      | 江铃新力臻园、江铃西二路、江铃梨园一期北区       |
| 註： 設有              |                |      |                                                  |

## 历史
- 在2012年的规划中显示该站名为“江铃东路站”[3]。
- 2014年3月21日公布的“南昌市城市快速轨道交通建设规划（2014-2020）环评”显示本站名为江铃东路站[4]。
- 2015年5月5日《南昌市城市轨道交通第二期建设规划(2015-2021)》得国家发改委批复，显示本站名为“江铃东路站”[5]。
- 2015年7月20日南昌市轨道交通3号线工程环境影响评价文件拟受理情况的公示，[6]公布了《南昌市轨道交通3号线工程环境影响报告书（公示稿）》[1]。
- 2015年8月4日《关于南昌市轨道交通3号线工程规划选址的批前公示》，“江铃东路站”位于江铃东一路与迎宾大道的交叉口[7][8]。
- 2016年8月6日南昌晚报报道了地铁2、3号线车站改名情况；本站改名为江铃站[9]。